# Mea culpa (sèrie)
Mea culpa va ser una sèrie setmanal de televisió xilena creada per Carlos Pinto. La sèrie ser estrenada al Televisión Nacional de Chile.